# Kleomenes (Philosoph)
Kleomenes war ein kynischer Philosoph. Er war der Schüler des Metrokles und schrieb ein Werk Παιδαγωγικός (Der Pädagoge). Seine Schüler waren Timarchos von Alexandria und Echekles von Ephesos. Er ist möglicherweise mit dem Hesiod-Kommentator Kleomenes identisch.